# U.S. Bank Plaza
El US Bank Plaza es un complejo de edificios de dos torres en Mineápolis, Minesota. US Bank Plaza I es un rascacielos de 171 m de altura y 40 pisos. US Bank Plaza II es un rascacielos de 23 pisos de 98 m de altura. Originalmente llamado Pillsbury Center, el complejo se completó en 1981. El complejo tiene un estacionamiento para 500 autos debajo y está conectado por pasadizos elevados con la Capella Tower, el Hennepin County Government Center, el Canadian Pacific Plaza y el McKnight Building. Tower I sirvió como sede corporativa de Pillsbury Company desde su finalización en 1981 hasta la adquisición de Pillsbury por General Mills en 2001. El nombre del edificio posteriormente cambió a US Bank Plaza en el verano de 2004. Las torres están revestidas de mármol travertino y tienen bronce -Ventanas reflectantes tintadas.